# ひらせいホームセンター

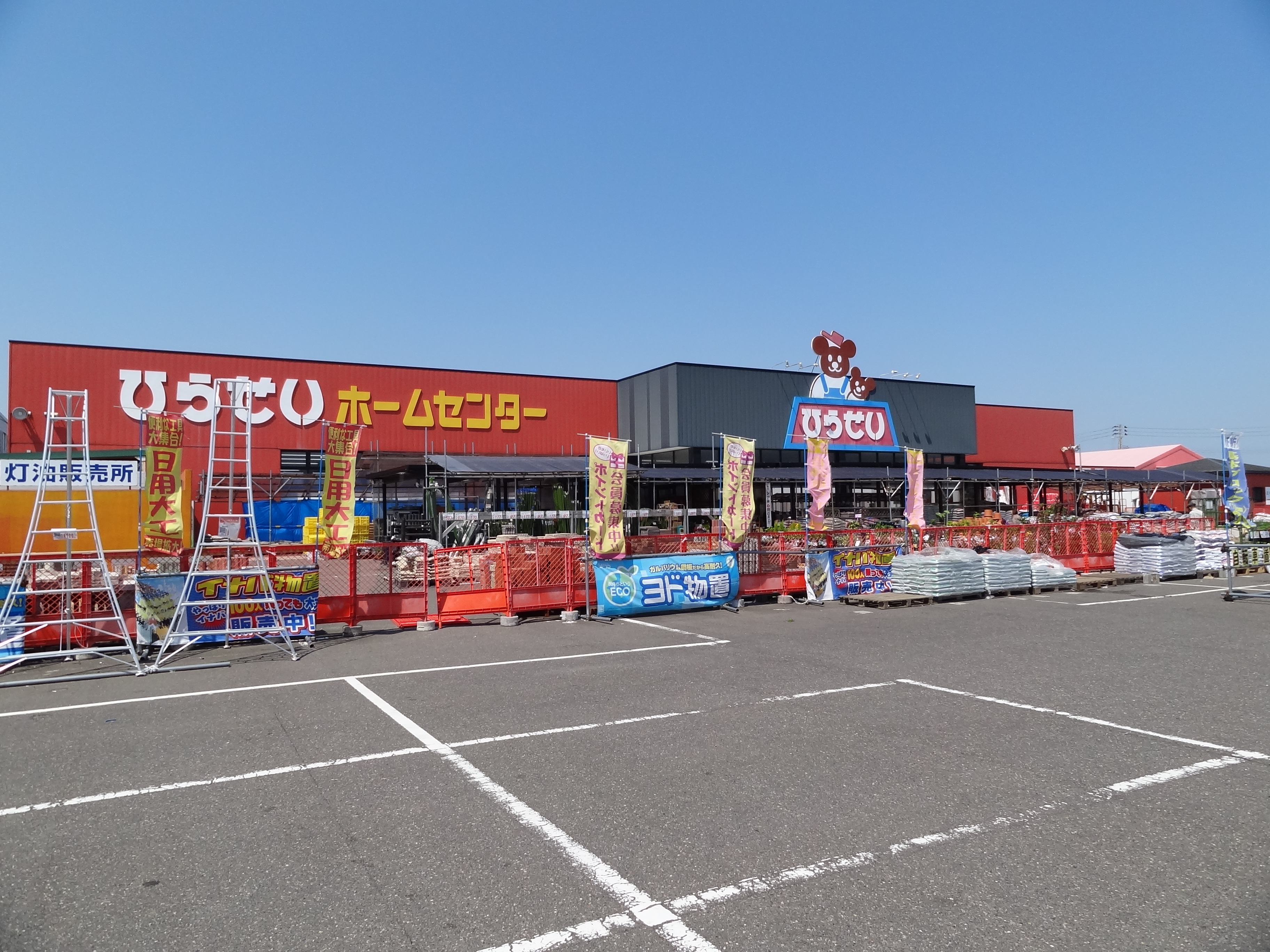
ひらせいホームセンター横越店

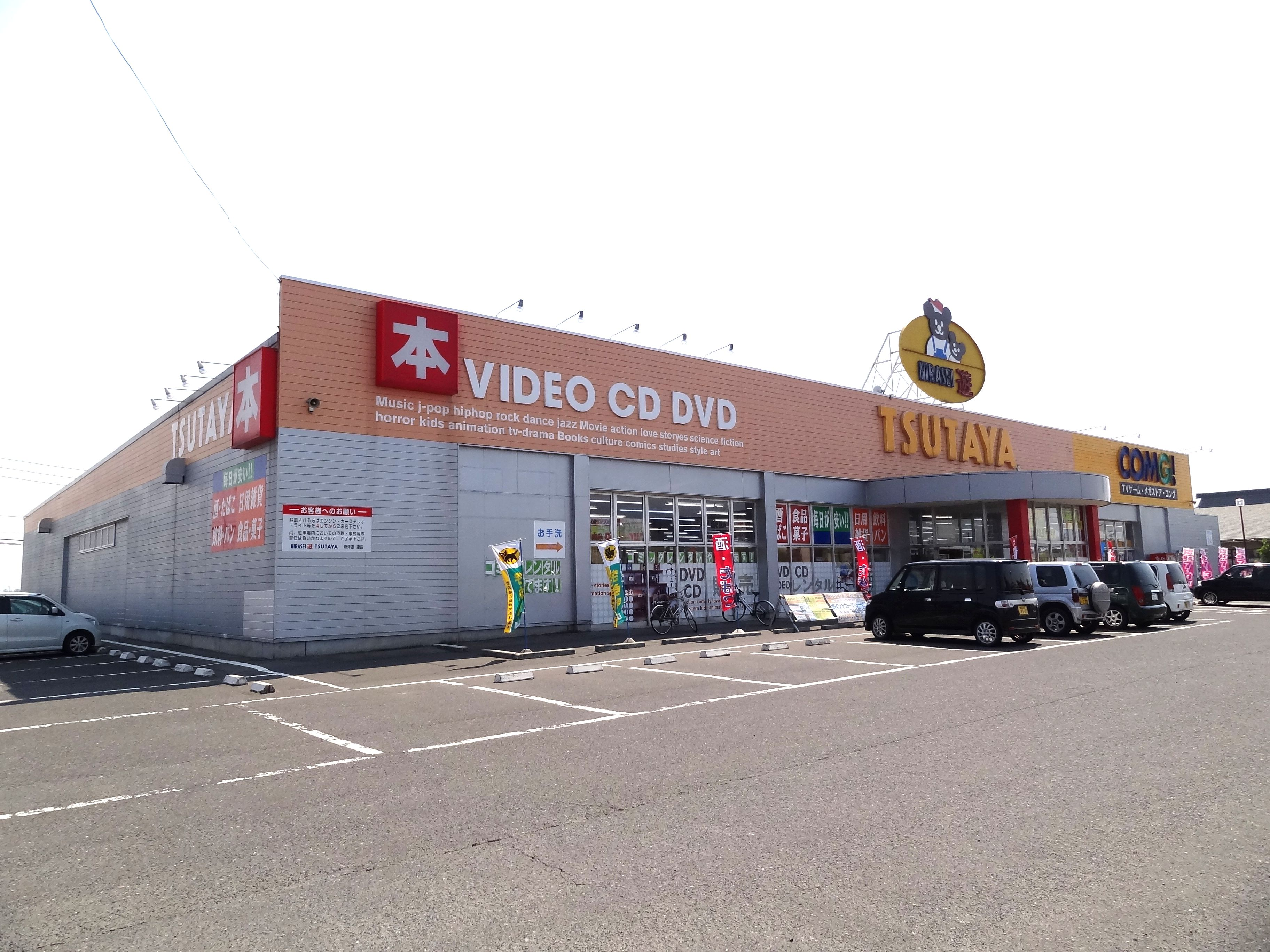
HIRASEI遊TSUTAYA新津北上店

株式会社ひらせいホームセンター（HIRASEI HOMECENTER Co.,Ltd.）は、新潟県新潟市西区に本社を持つホームセンターである。
営業本部は新潟市江南区いぶき野にある。

## 概要
新潟県内を中心に店舗展開をしていて、富山県に3店舗、長野県に2店舗、石川県、山形県にも1店舗ずつ存在する。「HIRASEI遊TSUTAYA」という名でのTSUTAYAの経営や、100円ショップダイソーの経営などもしている。

## 業態
- ひらせいホームセンター - ホームセンター
  - 食良品館・生鮮広場 - 飲食物販売
  - ザ・ダイソー - 100円ショップ
- HIRASEI遊TSUTAYA - 書籍・CD・DVD・ゲームソフト販売、CD・DVD・Blu-ray Disc・コミック（一部店舗を除く）のレンタル。
  - HIRASEI遊蔦屋書店 - e-hon加盟店。ひらせい独自の蔦屋書店。
- エクステリア 住まいのお手伝い事業部 - エクステリア全般
- ドトール - コーヒーショップ
- ごようきき。クマぞう - 楽天市場、Yahoo!ショッピング、Amazon.co.jp出店のネットショッピング

## 沿革
- 1972年（昭和47年）8月 - 創業。
- 1979年（昭和54年）
  - 2月 - 設立。
  - ホームセンターの1号店を巻町に出店。
- 1988年（昭和63年） - カルチュア・コンビニエンス・クラブとフランチャイズ契約を締結。
- 2000年（平成12年） - 大創産業とフランチャイズ契約を締結。
- 2016年（平成28年）1月 - 特例農業法人「株式会社ひらせいファーム」設立。
- 2018年（平成30年）3月1日 - 新潟市西区寺尾台2丁目に小針店を移転させる形で寺尾台店オープン（同時に本社登記も寺尾台店と同住所に変更し敷地内に移転済。）。

## 営業中の店舗
出店店舗の詳細は公式サイト「ひらせい店舗案内」を参照。